# Snoh Aalegra
Snoh Aalegra, pseudonimo di Snoh Nowrozi, nata Shahrzad Fooladi (Stoccolma, 13 settembre 1987), è una cantautrice svedese.

## Biografia
Snoh Aalegra ha iniziato a scrivere musica all'età di 9 anni e pochi anni dopo, nel 2001, ha firmato un accordo di sviluppo artistico con la Sony Music Sweden. Nel 2009, con il nome di Sheri, ha pubblicato il suo singolo di debutto Hit and Run, prodotto da Andreas Carlsson, che ha raggiunto la 12ª posizione della classifica dei singoli svedese. Il secondo singolo U Got Me Good è uscito nel dicembre successivo ed è arrivato in 2ª posizione nella classifica svedese. I due brani hanno anticipato la pubblicazione dell'album First Sign, avuta luogo ad aprile 2010.
Nel 2013 ha firmato un contratto discografico con la ARTium Recordings; a luglio 2014 ha deciso di cambiare nome artistico in Snoh Aalegra, ed è apparsa nel decimo album in studio di Common, Nobody's Smiling, nella traccia Hustle Harder. Ha pubblicato il singolo Bad Things, in collaborazione con Common, nell'ottobre 2014, e il suo EP di debutto, intitolato There Will Be Sunshine, è uscito nel novembre successivo. Nel medesimo anno è stata scoperta da Prince, mentore della cantante fino alla sua morte, avvenuta nel 2016.
L'11 febbraio 2015 Aalegra ha pubblicato il suo primo singolo con l'attuale nome d'arte, Emotional, prodotto da RZA, ed è in seguito apparsa nell'album di debutto di Vince Staples, Summertime '06, nel giugno seguente. Ad aprile 2016 la cantante ha pubblicato l'EP Don't Explain mentre nel 2017 ha supportato in tournée, in Nord America, Daniel Caesar. Il 20 ottobre 2017 è stato reso disponibile il disco Feels, da cui è stato estratto il singolo Nothing Burns like the Cold, utilizzato dalla Apple negli spot pubblicitari per l'iPhone XS. Ad autunno 2018 è stata impegnata nella sua prima tournée solista, accompagnata da Mereba e Leven Kali.
Nell'agosto 2019 la cantante ha diffuso l'album  Ugh, Those Feels Again, considerato un sequel di Feels. Si è posizionato in 73ª posizione nella Billboard 200 e in 100ª nella Billboard Canadian Albums.  Il singolo I Want You Around è arrivato in vetta alla classifica Adult R&B Songs e alla 23ª posizione della Bubbling Under Hot 100. Ha inoltre registrato il brano Wolves Are Out Tonight per la colonna sonora della serie televisiva Godfather of Harlem. Ad autunno 2019 è partita in tour in Europa e Nord America, supportata da Baby Rose e Giveon.
Temporary Highs in the Violet Skies, uscito nel 2021, viene premiato con il Grammis al soul/R&B del 2022.

## Discografia

### Album in studio
- 2010 – First Sign
- 2017 – Feels
- 2019 – Ugh, Those Feels Again
- 2021 – Temporary Highs in the Violet Skies

### EP
- 2014 – There Will Be Sunshine
- 2016 – Don't Explain

### Singoli
- 2009 – Hit and Run
- 2009 – First Sign
- 2009 – U Got Me Good
- 2009 – Smooth Operator
- 2014 – Bad Things (feat. Common)
- 2015 – Emotional
- 2016 – In Your River
- 2016 – Under the Influence
- 2017 – Nothing Burns like the Cold (feat. Vince Staples)
- 2017 – Time
- 2017 – Fool for You
- 2017 – Sometimes (feat. Logic)
- 2017 – Home (Remix) (feat. Logic)
- 2018 – Out of Your Way (feat. Luke James)
- 2019 – I Want You Around
- 2019 – You
- 2019 – Find Someone like You
- 2019 – Situationship
- 2019 – Whoa
- 2019 – Wolves Are Out Tonight
- 2020 – Whoa (Remix) (feat. Pharrell Williams)